# Salle des noms
 (juillet 2020).

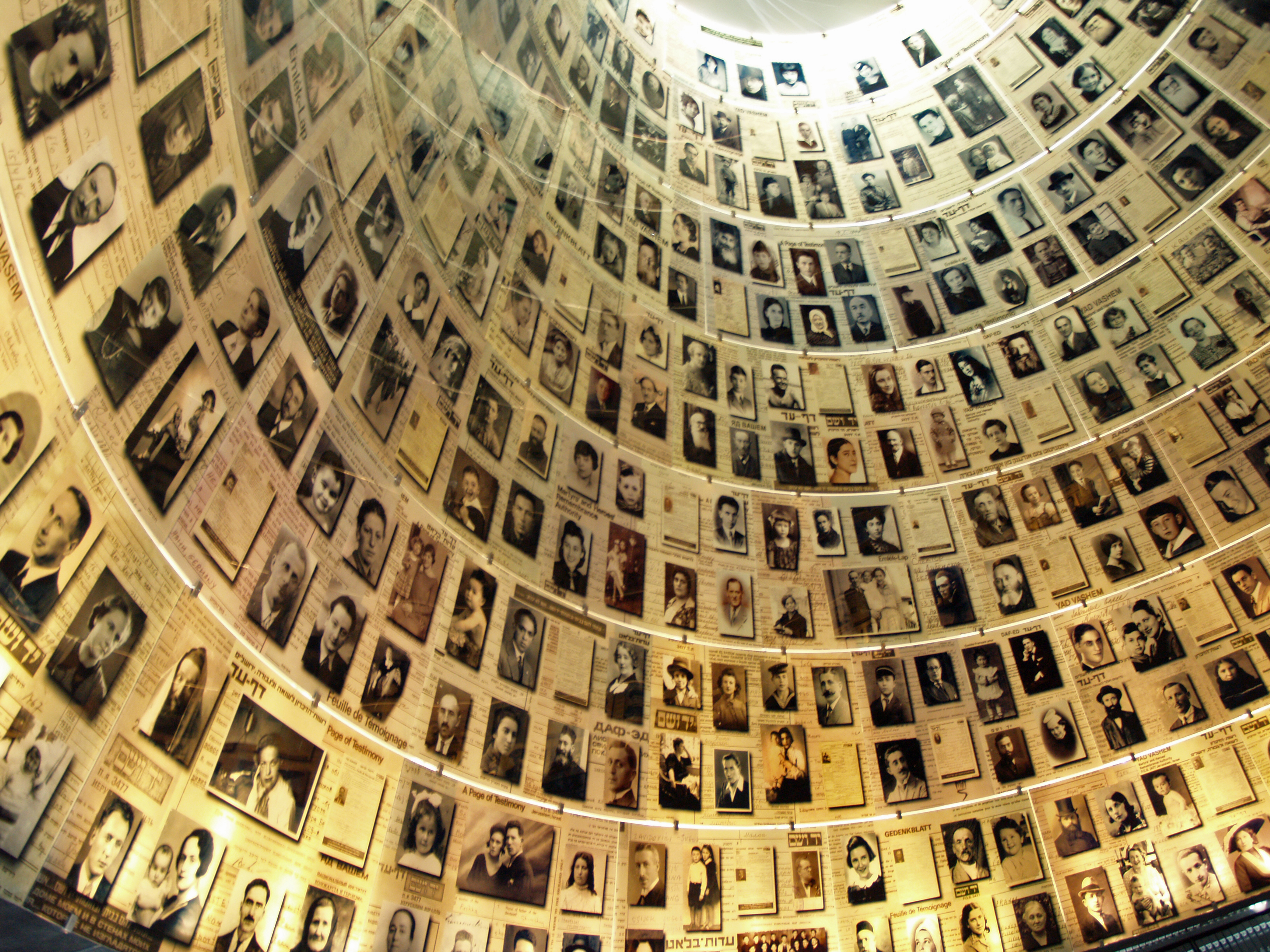
La salle des noms au mémorial de Yad Vashem (2007)

La Salle des noms est un dépositaire des noms de millions de victimes de la Shoah, située au mémorial de Yad Vashem, l'Autorité de la mémoire de la Shoah à Jérusalem en Israël.
Ces noms figurent également dans la base de données centrale des noms des victimes de la Shoah sur le site Web de Yad Vashem. La plupart des noms sont commémorés sur des pages de témoignage, les autres glanés sur des listes de l'époque de la Shoah, comme celles des prisonniers des ghettos et des camps de concentration, des Juifs dont les biens ont été confisqués par l'Allemagne nazie et ses alliés, des Juifs déportés dans les transports, des victimes de marches de la mort, etc.